# Encarsia hamoni
Encarsia hamoni är en stekelart som beskrevs av Evans och Andrew Polaszek 1998. Encarsia hamoni ingår i släktet Encarsia och familjen växtlussteklar. Inga underarter finns listade i Catalogue of Life.